# Сен-Виктор (Дордонь)
Сен-Викто́р (фр. Saint-Victor) — коммуна во Франции, находится в регионе Аквитания. Департамент — Дордонь. Входит в состав кантона Брантом. Округ коммуны — Перигё.
Код INSEE коммуны — 24508.

## География
Коммуна расположена приблизительно в 430 км к югу от Парижа, в 95 км северо-восточнее Бордо, в 24 км к западу от Перигё.
На юге коммуны протекает река Дрон.

### Климат
Климат умеренный океанический со средним уровнем осадков, которые выпадают преимущественно зимой. Лето здесь долгое и тёплое, однако также довольно влажное, здесь не бывает регулярных периодов летней засухи. Средняя температура января — 5 °C, июля — 18 °C. Изредка вследствие стечения неблагоприятных погодных условий может наблюдаться непродолжительная засуха или случаются поздние заморозки. Климат меняется очень часто, как в течение сезона, так и год от года.

## Население
Население коммуны на 2010 год составляло 197 человек.
| 1962 | 1968 | 1975 | 1982 | 1990 | 1999 | 2010 |
| ---- | ---- | ---- | ---- | ---- | ---- | ---- |
| 145  | 145  | 137  | 124  | 134  | 157  | 197  |

## Администрация
| Период | Период | Фамилия       | Партия                  | Примечания                      |
| ------ | ------ | ------------- | ----------------------- | ------------------------------- |
| 1989   | 2020   | Жанник Надаль | Социалистическая партия | профессор, генеральный советник |

## Экономика
В 2010 году среди 117 человек трудоспособного возраста (15-64 лет) 80 были экономически активными, 37 — неактивными (показатель активности — 68,4 %, в 1999 году было 68,6 %). Из 80 активных жителей работали 74 человека (40 мужчин и 34 женщины), безработных было 6 (4 мужчины и 2 женщины). Среди 37 неактивных 6 человек были учениками или студентами, 25 — пенсионерами, 6 были неактивными по другим причинам.

## Достопримечательности
- Церковь Св. Виктория (XII век)[5]

## Фотогалерея
- Сен-Виктор
- Церковь Св. Виктория
- Интерьер церкви Св. Виктория
- Мэрия
- Мельница Шантемерль
- Военный мемориал
- Река Дрон